# Moc ciągła
Moc ciągła – parametr techniczny urządzenia, moc, z jaką może pracować urządzenie w pracy ciągłej. Wielkość ta jest parametrem znamionowym wielu urządzeń elektrycznych, takich jak agregaty prądotwórcze, zasilacze awaryjne, transformatory, zasilacze, falowniki, wzmacniacze, głośniki. Określana jest też dla urządzeń, które oddają moc w wyniku stosowania urządzeń elektrycznych np. elektryczne samochody, pojazdy trakcyjne, lokomotywy.
Do oznaczania mocy silników elektrycznych stosuje się nieco inny system. Określa się rodzaj pracy urządzenia oraz moc przy zachowaniu tych warunków. Urządzenia do pracy ciągłej oznaczane są symbolem S1, a ich moc znamionowa odpowiada ich mocy ciągłej.